# Чуланов Володимир Вікторович
 Чуланов Володимир Вікторович  (*12 жовтня 1985) — український футболіст, захисник.

## Життєпис
Вихованець футбольної школи «Десни». Дебютував у чемпіонатах України у складі основної команди «Десни» 6 серпня 2005 року (матч проти бережанського «Сокола», перемога 7:0). Виступав за «Севастополь» та «Геліос». З 2011 по 2015 рік знову грав за «Десну».